# Dutch Open 2008
Il Dutch Open 2008 (conosciuto anche come Priority Telecom Open) è stato un torneo di tennis giocato sulla terra rossa.
È stata la 51ª edizione del Dutch Open, che fa parte della categoria International Series nell'ambito dell'ATP Tour 2008. 
Si è giocato allo Sportlokaal de Bokkeduinen di Amersfoort nei Paesi Bassi, dal 14 al 20 luglio 2008.

## Campioni

### Singolare maschile
Albert Montañés ha battuto in finale  Steve Darcis con il punteggio di 1–6, 7–5, 6–3

### Doppio
František Čermák /  Rogier Wassen hanno battuto in finale  Jesse Huta Galung /  Igor Sijsling con il punteggio di 7–5, 7–5